# Yves Darondeau
Yves Darondeau (* 20. Jahrhundert) ist ein französischer Filmproduzent.
1993 war Darondeau an der Gründung der Filmproduktionsfirma Bonne Pioche beteiligt. Seit 2005 tritt er selbst als Produzent insbesondere von Dokumentarfilmen in Erscheinung. Bei der Oscarverleihung 2006 erhielt er gemeinsam mit Regisseur Luc Jacquet den Oscar für Die Reise der Pinguine in der Kategorie Bester Dokumentarfilm. Für ihren Dokumentarfilm Das Geheimnis der Bäume (2013) wurden die beiden 2014 für den César nominiert. Sie verbindet ein langjährige Zusammenarbeit. Darondeaus Schaffen umfasst mehr als 40 Produktionen für Film und Fernsehen.

## Filmografie (Auswahl)
- 2005: Die Reise der Pinguine (La marche de l’empereur)
- 2007: Der Fuchs und das Mädchen (Il était une forêt)
- 2010: Toscan – Ein Leben für das Kino (Toscan)
- 2013: Das Geheimnis der Bäume (Il était une forêt)
- 2016: Wohne lieber ungewöhnlich (C'est quoi cette famille?!)
- 2017: Die Reise der Pinguine 2 (L'empereur)
- 2019: Morgen gehört uns (Demain est à nous)
- 2022: Du crépitement sous les néons